# 中国共産党江西省委員会
中国共産党江西省委員会（ちゅうごくきょうさんとうこうせいしょういいんかい）は中国共産党に所在する江西省を運営する組織である。
中国共産党江西省委員は中国共産党江西省大会という選挙によって選出される。大会が開催されていない期間は、中国共産党中央委員会の指示を江西省で実行し、江西省の行動を指導し、中国共産党中央委員会に定期的に報告する。

## 沿革
1938年1月、中国共産党江西省委員会に建立。

## 職責
『中国共産党地方委員会工作条例』によると、中国共産党地方委員会は主に政治、思想と組織指導を実行し、以下の職能を担う：
1. 地域の主要な問題についての意思決定を行う。
2. 法的手続きを通じて、党組織の主張を地方の規制、地方政府の規則又はその他の政令にする。
3. 地域の思想文化宣伝工作に対する指導を強化し、イデオロギー工作の指導権、発言権をしっかりと掌握する。
4. 幹部管理権限に従い幹部を任免し、管理し、地方国家機関、政協組織、人民団体、国有企業事業単位等に重要幹部を推薦する。
5. 人民代表大会、政府、政治協商会議、裁判所、検察院、人民団体などが法により規約に基づき独立して責任を負い、協調一致して業務を展開することを支持・保証し、これらの組織における党グループの指導の核心的役割を発揮する。
6. 地域の群団活動と統一戦線活動に対する指導を強化する。
7. 所属する党組織と広範な党員を動員、組織し、大衆を団結させて党の目標任務を実現する。

## 構成機関
『江西省機構改革方案』によると、中国共産党江西省委員会には15の工作機関が設置され、工作機関が管理する機関（副庁級）が1つある。中国共産党江西省委員会は以下の機構を設置している：
- 中国共産党江西省委員会弁公庁

### スキル部門
- 中国共産党江西省委員会組織部
- 中国共産党江西省委員会宣伝部
- 中国共産党江西省委員会統一戦線工作部
- 中国共産党江西省委員会政法委員会

### 仕事部門
- 中国共産党江西省委員会組織部政策研究室
- 中国共産党江西省委員会組織部国家安全委員会弁公室
- 中国共産党江西省委員会網絡安全・情報化委員会弁公室
- 中国共産党江西省委員会財経委員会弁公室
- 中国共産党江西省委員会機構編成委員会弁公室
- 中国共産党江西省委員会軍民融合発展委員会弁公室
- 中国共産党江西省委員会台港澳工作弁公室
- 中国共産党江西省委員会巡回指導者小組弁公室
- 中国共産党江西省委員会老幹部局

### 派遣機関
- 中国共産党江西省委員会直属機関工作委員会

### 直属事業単位
- 中国共産党江西省委員会党校
- 江西社会主義学院
- 『江西日報（中国語版）』社
- 中国共産党江西省委員会党史研究院
- 江西省公文書館

……

### 作業組織が管理する機関
- 中国共産党江西省委員会機密局（省委員会弁公庁が管理する）

## 歴代の書記

### 中華民国
| 肖像 | 氏名   | 就任           | 退任           | 注    |
| ---- | ------ | -------------- | -------------- | ----- |
|      | 江沢楷 | 1927年7月23日  | 1927年9月      | [ 1 ] |
|      | 陳潭秋 | 1927年9月      | 1928年         | [ 1 ] |
|      | 陸沉   | 1928年         | 1928年9月      | [ 1 ] |
|      | 馮任   | 1928年9月      | 1928年12月12日 | [ 1 ] |
|      | 張世熙 | 1928年12月12日 | 1929年2月      | [ 1 ] |
|      | 沈建華 | 1929年2月      | 1930年1月      | [ 1 ] |
|      | 張国庶 | 1930年3月      | 1930年7月5日   | [ 1 ] |
|      | 李文林 | 1930年10月     | 1930年12月     | [ 1 ] |
|      | 陳正人 | 1930年12月     | 1931年1月15日  | [ 1 ] |
|      | 任弼時 | 1931年10月     | 1931年11月     | [ 1 ] |
|      | 盧永熾 | 1931年11月     | 1931年12月     | [ 1 ] |
|      | 李富春 | 1931年12月     | 1934年9月5日   | [ 1 ] |
|      | 曽山   | 1934年10月     | 1938年1月      | [ 1 ] |
|      | 黄道   | 1938年1月      | 1939年3月      | [ 1 ] |
|      | 郭潜   | 1939年11月     | 1941年2月      | [ 1 ] |
|      | 謝育才 | 1941年5月      | 1941年7月      | [ 1 ] |
|      | 顔福華 | 1941年7月      | 1941年9月      | [ 1 ] |

### 中華人民共和国
| 肖像 | 氏名   | 就任       | 退任       | 注    |
| ---- | ------ | ---------- | ---------- | ----- |
|      | 陳正人 | 1949年6月  | 1952年11月 | [ 2 ] |
|      | 楊尚奎 | 1952年     | 1966年     | [ 2 ] |
|      | 程世清 | 1966年     | 1971年     | [ 2 ] |
|      | 江渭清 | 1971年     | 1982年     | [ 2 ] |
|      | 白棟材 | 1982年     | 1985年     | [ 2 ] |
|      | 万紹芬 | 1985年     | 1988年     | [ 2 ] |
|      | 毛致用 | 1988年     | 1995年     | [ 2 ] |
|      | 呉官正 | 1995年4月  | 1997年4月  | [ 2 ] |
|      | 舒恵国 | 1997年4月  | 2001年4月  | [ 2 ] |
|      | 孟建柱 | 2001年4月  | 2007年11月 | [ 2 ] |
|      | 蘇栄   | 2007年11月 | 2013年3月  | [ 3 ] |
|      | 強衛   | 2013年3月  | 2016年6月  | [ 4 ] |
|      | 鹿心社 | 2016年6月  | 2018年3月  | [ 5 ] |
|      | 劉奇   | 2018年3月  | 2021年10月 | [ 6 ] |
|      | 易煉紅 | 2021年10月 | 2022年12月 | [ 7 ] |
|      | 尹弘   | 2022年12月 | 現在       | [ 8 ] |

## 歴代の構成員
第十二期省委（2006年12月16日-2011年10月）
- 書記：孟建柱（－2007年11月）、蘇栄（2007年11月－）
- 副書記：呉新雄、王憲魁
- 常務委員：董君舒、陳達恒、劉上洋、舒暁琴、潘逸陽、淩成興、趙智勇、余欣栄、弘強、王清葆

第十三期省委（2011年10月-2016年11月）
- 書記：蘇栄（-2013年3月）、強衛（2013年3月-2016年6月）、鹿心社（2016年6月-）
- 副書記：鹿心社（-2016年6月）、張裔炯（-2012年2月）、尚勇（2012年2月-2014年7月）、莫建成（2015年1月-2015年12月）、劉奇（2016年2月-）、姚增科（2016年10月-）
- 常務委員：蘇栄（-2013年3月）、鹿心社、張裔炯（-2012年2月）、尚勇（-2014年7月）、舒暁琴（女）（-2013年4月）、淩成興（-2013年5月）、趙智勇（-2014年6月）、莫建成（-2015年12月）、陶正明（-2013年11月）、史文清（-2015年1月）、王文濤（-2015年3月）、周萌、蔡暁明、姚亜平（2012年2月-2016年2月）、周沢民（2012年9月-2016年11月）、強衛（2013年3月-2016年6月）、趙愛明（女）（2013年6月-）、馬家利（2014年5月-2015年3月）、龔建華（2014年10月-）、李炳軍（2015年6月-）、張暁明（2015年7月-2016年8月）、毛偉明（2015年8月-）、朱虹（2015年10月-2016年11月）、劉奇（2016年2月-）、陳俊卿（2016年3月-）、姚增科（2016年10月-）、孫新陽（2016年11月-）

第十四期省委（2016年11月-2021年11月）
- 書記：鹿心社（-2018年3月）、劉奇（2018年3月-2021年10月）、易煉紅（2021年10月-）
- 副書記：劉奇（-2018年3月）、姚增科（-2018年5月）、李炳軍（2018年5月-2020年11月）、易煉紅（2018年8月-2021年10月）、葉建春（2021年2月-）、呉忠瓊（女）（2021年11月-）
- 常務委員：鹿心社（-2018年3月）、劉奇（-2021年10月）、姚增科（-2018年5月）、李炳軍（-2020年11月）、孫新陽（-2020年3月）、趙愛明（女）（-2019年2月）、毛偉明（-2020年1月）、尹建業、殷美根、陳興超、劉捷（-2018年5月）、趙力平、楊笑祥（2018年1月-2018年12月）、施小琳（女）（2018年5月-2021年8月）、劉強（2018年5月-）、易煉紅（2018年8月-）、呉亜非（2018年12月-）、呉暁軍（2019年9月-2021年4月）、馬森述（2020年3月-）、呉忠瓊（女）（2020年7月-）、葉建春（2021年2月-）、呉浩（2021年6月-）、李紅軍（2021年7月-）、梁桂（2021年9月-）、荘兆林（2021年11月-）

第十五期省委（2021年11月至今）
- 書記：易煉紅（－2022年12月）、尹弘（2022年12月－）
- 副書記：葉建春、呉忠瓊（女）(－2024年12月)、陳永奇（2024年12月－）
- 常務委員：易煉紅（－2022年12月）、葉建春、呉忠瓊（女）(－2024年12月)、梁桂(－2024年12月)、馬森述、呉浩（-2024年1月）、李紅軍、任珠峰、張鴻星（－2022年5月）、荘兆林、鮑沢敏、史文斌（－2023年12月）、黃喜忠、羅小雲（2022年6月－）、尹弘（2022年12月－）、盧小青(2024年4月－）、陳敏(2024年4月－）、陳永奇（2024年12月－）